# Harry Hawker

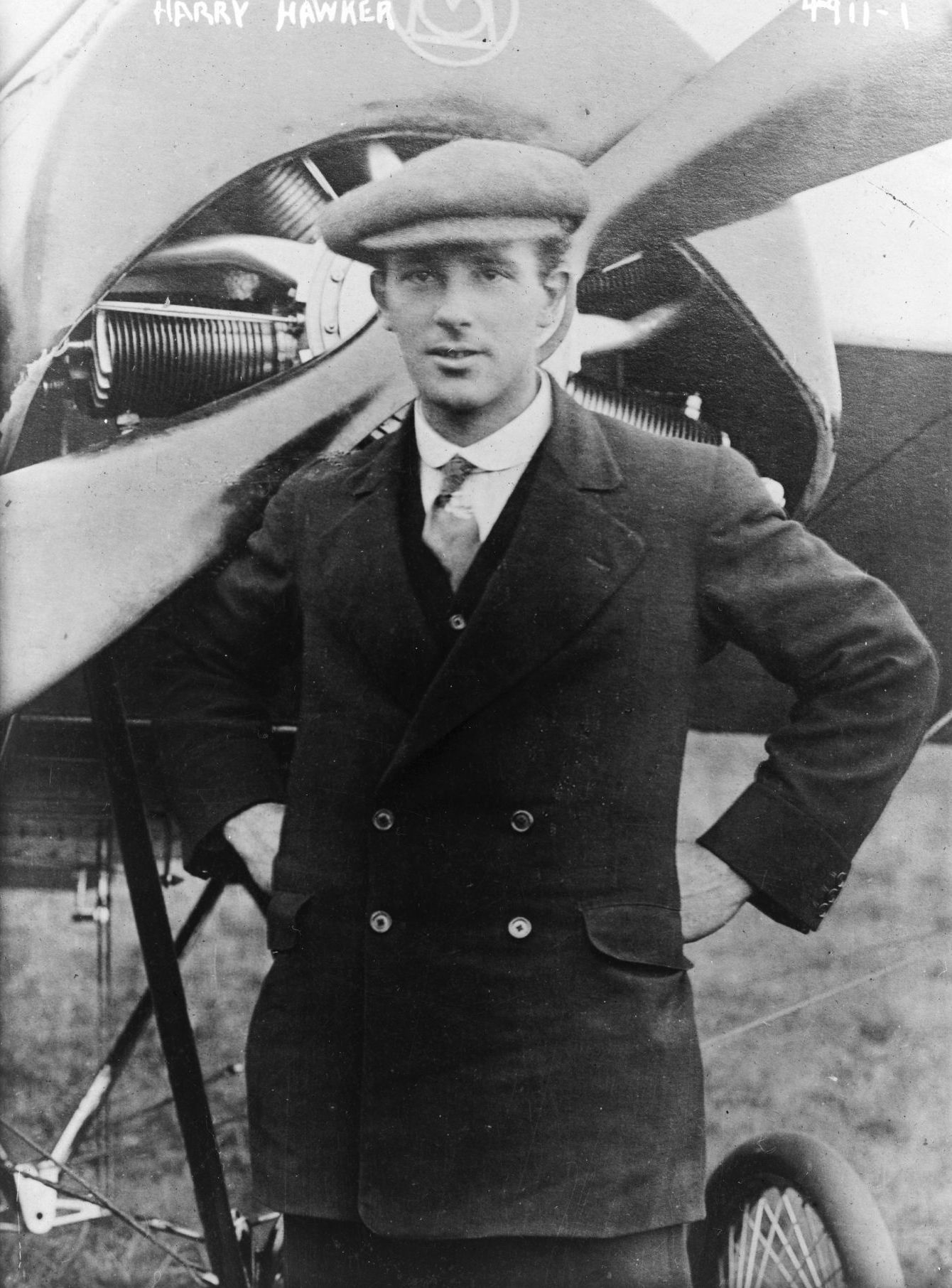
Harry Hawker

Harold George "Harry" Hawker, född 22 januari 1889 i Moorabbin i Victoria, död 12 juli 1921 i Hendon i Barnet i London, var en australisk flygare. Han var gift med Muriel född Peaty.  
Harry Hawker startade sin karriär genom att arbeta på olika serviceföretag som mekaniker. Erfarenheten blev blandad från cyklar till motorer och bilar. 1907 startar han en bilverkstad i Caramut västra Victoria. 1911 erhåller Hawker en anställning som mekaniker vid the Commer Car Company England för att året efter byta arbetsgivare till Mercedes and Austro-Daimler Company.
1912 anställs Hawker av Sopwith Aviation Company som mekaniker. Efter någon månads anställning frågar han Thomas Sopwith om det var möjligt att ta flyglektioner på fritiden. Efter fyra dagars flygutbildning gör han sin första soloflygning och en månad senare har han avlagt certifikatproven. Med flygcertifikatet i handen ändras hans arbetsuppgifter till att provflyga och hjälpa till med konstruktionen av flygplanen. 
1913 vinner han ett pris på 1 000 pund genom att genomföra en sträckflygning på 1 000 miles och dessutom satte han ett uthållighetsrekord på 8 timmar 20 minuter, samt nytt höjdrekord på 3 838 m (11 700 fot). Samma år konstruerade han Sopwith Tabloid.  
1914 återvänder han till Australien, med på båten är även flygplanet Tabloid som han använder för att genomföra flyguppvisningar och presentera flygets möjligheter för transporttjänst mellan avlägsna orter. Det var under en flygning som Hawker löste problemet med utgång av spinn genom att ge motsatt sidroder och samtidigt föra fram spaken i dykläge vilket hävde spinnen. Fram till det att Hawker kom på denna metod innebar en spinn som regel ett haveri med dödlig utgång. När första världskriget bryter ut i augusti 1914 återvänder han till England för att bli testpilot av militära flygplan. Vid krigsslutet arbetar han på en konstruktion av ett flygplan som kan användas för att korsa Atlanten från Newfoundland till Irland.
1919 deltar han i ett flertal båt- och motortävlingar och samma år vinner han ett uppsatt pris på 5 000 pund, genom att flyga 1 000 miles över öppet vatten utan att mellanlanda. 18 maj 1919 försöker han tillsammans med McKenzie Grieve vinna ett pris uppsatt av Daily Mail på 10 000 pund, genom att korsa Atlanten. Flygplanet, en Sopwith Atlantic, startade från ett fält i Mount Pearl. Efter flera timmars flygning drabbades de av motorstörningar och tvingades efter 14½ timmes flygning nödlanda på vattnet. Eftersom det rådde full storm insåg de båda piloterna att en landning på havet skulle medföra att flygplanet slog runt och att de skulle slå ihjäl sig. Förutseende konstruerade Hawker flygplanet med kastbart ställ, så nödlandningen skedde genom att stället släpptes och flygplanet bukade på en vågtopp. De övergav flygplanet och räddades av det danska fartyget SS Mary. Eftersom fartyget saknade radio kunde inte räddningen rapporteras, och det blev en stor glädje en vecka senare, när fartyget passerade en kuststation på Irland, som rapporterade till världen, att de båda flygarna var räddade. Den brittiske jagaren Woolston anslöt till fartyget och medförde de båda flygarna till Scapa Flow. För denna bedrift erhöll de vid en mottagning på Buckingham Palace Air Force Cross från Georg V av Storbritannien.
1920 grundar han tillsammans med Thomas Sopwith, Fred Sigist, och Bill Eyre H.G. Hawker Engineering för att producera cyklar och bilar eftersom flygindustrin drabbats av lågkonjunktur efter kriget. Samma år köper H.G. Hawker Engineering Company alla patent i konkursboet efter Sopwith Aviation Company. 
Den 12 juli 1921 går Aerial Derby av stapeln. När Hawker genomför flygträning inför flyguppvisningen med ett biplan över Hendon fattar flygplanet av okänd anledning eld och havererar. Harry Hawker avlider vid nedslaget.